# Mansueto Velasco

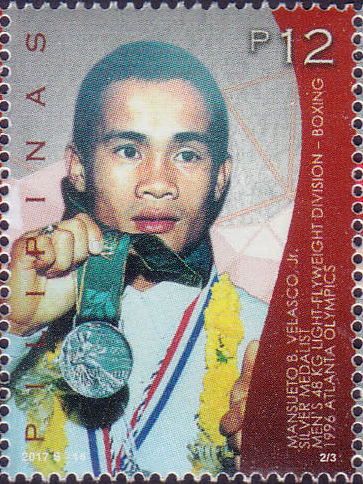
Mansueto Velasco

Mansueto „Onyok“ Velasco, Jr. (*  10. Januar 1974 in Bago City, Negros Occidental) ist ein ehemaliger  philippinischer Boxer. Er ist der Bruder des Olympiadritten von 1992 Roel Velasco.
Velasco wurde im Papiergewicht (-45 kg) 1991 Asienmeister. Bei den  Asienspielen 1994 belegte er im Halbfliegengewicht (-48 kg) ebenfalls den ersten Platz. 1995 unter Velasco im Finale der Asienmeisterschaften dem Thailänder Somrot Kamsing (14:3).
1996 startete Velasco bei den Olympischen Spielen in Atlanta. Nach Siegen über Chih Hsiu Tsai, Taipei (RSC 1.), Yosvany Aguilera, Kuba (14:5), den Bronzemedaillengewinner der Weltmeisterschaften 1995 Hamid Berhili, Marokko (20:10), und Rafael Lozano, Spanien (22:10), erreichte er das Finale. In diesem stand ihm der Bulgare Daniel Petrow gegenüber, dem er mit 19:6 Punkten unterlag.
Kurz nach diesem Erfolg beendete Velasco seine Boxkarriere und arbeitete für ABS-CBN Corporation als TV-Comedian.

## Quelle
- amateur-boxing.strefa.pl